# HR 8799
HR 8799 hoặc V354 Pegasi là ngôi sao lớn hơn mặt trời khoảng 3 lần, có các hành tinh là HR 8799 e, c, g, b. Hành tinh có thể sống được là: HR 8799 c và nó nặng hơn Sao Mộc khoảng 10 lần và lớn hơn 1,9 lần.